# Луба (імперія)

Карта доколоніальних держав Африки.

Луба — рання африканська держава, що існувала на території південних саван континенту (сучасна провінція Катанга Демократичної Республіки Конго) в XVI—XIX ст. Виникла на низовині Упемба й згодом поширилася на землі від річки Кванго на північному заході до річки Замбезі на південному сході. Населення цих областей споріднене за мовою й складається з луба (балуба) та близьких до них народів. Їхні історичні долі були тісно переплетені й пов'язані між собою, що обумовило формування спільної культури на цій величезній території.

## Історія
Катанга та прилеглі до неї райони вкриті лісами, землеробство тут можливе переважно в долинах річок. Натомість головним багатством регіону є мінеральні ресурси (мідь, залізо, сіль). Населення здавна концентрувалося в кишенях родючих земель або поблизу копалень. Решта земель була майже незаселена й використовувалась переважно для полювання. Ресурси солі та металів сприяли розвиткові торгівлі, міграціям та змішуванню населення, виникненню великих поселень і врешті ранніх держав.
На території низовини Упемба були виявлені численні археологічні знахідки, які пов'язують із предками луба. Найпізніше в XIII ст. тут з'являються предмети, згодом відомі як символи влади в державі Луба. Вождівства на землях луба виникли дуже рано. Спочатку в центральній та північній Катанзі з'явилися невеличкі територіальні об'єднання (князівства). Всі вони розташовувались у долинах великих річок, де мешканці займалися переважно землеробством. Князівства Санга та Катота існували в басейні Луалаби ще в XIII ст., але вони не були попередниками Луби.
Наявна інформація з історії регіону здебільшого походить з легенд та переказів, а події усної історії луба, що відбулися раніше 1700 року, не можуть бути надійно датовані. Неоднозначний підрахунок показує, що держава Луба виникла приблизно в 1500—1550 рр. Ця оцінка базується на документально підтверджених датах з історії сусідньої держави Лунда, заснованої вихідцями з Луби. Багато дослідників, пов'язуючи легенди народу лунда з реальними історичними подіями, датують створення їхньої держави серединою XVI ст. Заснування держави Луба мало статися трьома поколіннями раніше, тобто в кінці XV — на початку XVI ст.
Попередником Луби було невелике князівство Калундве, засноване коаліцією трьох кланів у центральній Катанзі, на схід від річки Луалаба.
Перекази, які зберігають луба, доволі заплутані й важко піддаються інтерпретації. Існує щонайменше десяток варіантів легенд, які різняться в деталях, але поетапний ланцюг подій вони передають однаково. Згідно з традицією, засновником держави Луба був Конголо, який на чолі загону воїнів прийшов з північного заходу, з країни сонге (басонге), родичів луба.
Наступний етап становлення Луби легенди пов'язують з приходом з північного сходу загону мисливців на чолі з Мбілі Кілуге. Кілуге вклав союз з Конголо й одружився з двома його сестрами. Проте союз виявився крихким, і Мбілі Кілуге повернувся додому, кинувши своїх дружин. Одна з них народила сина на ім'я Калала Ілунга. Старий Конголо викликав незадоволення народу через свою жорстокість і ледве втримував владу над країною. Калала Ілунга підріс, зміцнів у походах, став могутнім воїном і набув популярності в народі. Вбачаючи в ньому конкурента, Конголо вирішив убити племінника, але того вчасно попередили й Калала утік до країни свого батька. Згодом він повернувся на чолі великого загону воїнів. У війні, що розпочалася, Конголо був убитий, а Калала Ілунга прийшов до влади й започаткував нову династію. Розповідь про Конголо та Калала Ілунга стала героїчним епосом луба, вершиною усної творчості народу. Калала Ілунга виступає як батько-засновник держави й зразок ідеального правителя Луби.
З приходом нової групи завойовників з північного сходу пов'язане становлення сильної централізованої держави Луба. Ставши правителем Калала Ілунга прийняв титул мулохве й переніс свою столицю ближче до району, де знаходились значні поклади солі та залізної руди. Наступником Калала Ілунги став його син Ілунга ва Луефу (Ілунга Валвефу, Ілунга Ліу, бл. 1605—1625). За переказами, він дуже жорстоко поводився з народом, і населення було дуже раде, коли правителя отруїв його власний син Касонго Мвіне Кібанза. Останній мав багато синів, які воювали між собою. Після міжусобиць живим лишився один Касонго Кабундулу (Касонго Калумбулу), який і став правителем Луби (бл. 1645—1665). Йому спадкував, також після міжусобної боротьби та воєн, син Нгої Санза (бл. 1665—1675). Правління сина Нгої Санза — Мвене Комбе Даї (Нгомбе Даї) було одним із найтриваліших (бл. 1685—1705), воно було позначене розвитком у Лубі ремесла та домашніх промислів.
Боротьба за владу, яка супроводжувалась кривавими внутрішніми війнами, йшла паралельно з поступовим розширенням кордонів держави в результаті зовнішніх військових походів булохве (множина від мулохве). Метою воєн, які вела Луба, було не захоплення військовополонених для продажу в рабство, а приєднання нових земель. Луба підкорила племена й окремі державні утворення між річкою Луалаба на сході, озерами басейну цієї річки на півдні та племенами бена-калундве на заході, й під її владою опинилася майже вся Катанга. Луба завоювали також на заході країну народу лунда, але там вони дуже швидко розчинилися серед місцевого населення. Попри певні успіхи, до початку XVIII ст. Луба залишалася невеликою державою, але вона контролювала основні торгові шляхи, що пролягали в напрямку з півночі на південь.
Мала місце також значна міграція племен луба на північний захід, в басейн річки Касаї. Початок цього процесу пов'язують із заворушеннями, що відбувалися ще в часи заснування держави Луба та голодом у кінці правління Конголо. Міграція здійснювалась окремими хвилями й продовжувалась щонайменше до початку XIX ст. Мігранти посунули на північний захід місцевих сонге й сформували нову етнічну групу луба Касаї, споріднену з луба Катанги, але відмінну від неї. Політична система луба Касаї відрізнялась від централізованої політичної організації держави Луба, це був конгломерат окремих автономних сільських громад.
Тенденція до масштабної експансії виявилась в державі Луба лише в XVIII ст. Легенди особливо виділяють мулохве Каділо Сокела Бота (Мвіне Каділа, бл. 1705—1725), наступника Мвене Комбе Даї, змальовують його великим воїном-завойовником. Каділо перейшов річку Ломамі й підкорив 3 групи луба — бена-кібеші, бена-кі, бена-куфо, він вивів звідти багато військовополонених, яких продали в рабство за межі країни. Проте врешті він зазнав поразки у війні проти сонге. Після смерті Каділо настав новий період братовбивчих воєн, що займали 30-80-і роки XVIII ст. Скориставшись ослабленням держави, деякі провінції («князівства») стали виходити з підпорядкування центральній владі й навіть оголошували їй війну.
Останнім у списку правителів Луби періоду завоювань був Кумвімба Нґомбе (бл. 1875—1805). Його ім'я є одним із найпопулярніших і найшановніших серед луба. Як і його попередники, він ствердився при владі після перемоги над братами. Кумвімба Нґомбе розширив кордони держави в долині Луалаби, вздовж річки Лувуа на сході та на південь від низини Упемба. Після цього він продовжив завоювання на заході та сході. Була об'єднана величезна територія від річки Бушимає (фр. Mbuji-Mayi, на території Касаї) на заході до озера Танганьїка на сході й від річки Лукуга (північна Катанга) на півночі до районів розселення бемба (в сучасній Замбії) на півдні. За правління Кумвімба Нґомбе завершився процес «лубаїзації» підвладних племен та розселення громад луба на всій завойованій території.
Луба занепала в результаті міжусобиць, залученості до работоргівлі й набігів сусідніх племен. Це стало помітно вже на початку XIX ст. Протягом правління Ілунга Кабалі (1820—1850) йшли війни із сусідами та проти володарів прикордонних областей, які поступово виходили з-під влади мулохве. Перекази також зберігають пам'ять про внутрішні протиріччя та хвилювання в центральних районах країни, викликані надзвичайною жорстокістю Ілунга Кабалі; мало місце й повстання рабів. Влада мулохве Касонго Каломбо (друга половина XIX ст.) поширювалась лише на центральні області держави, Луба фактично розпалася на невеликі територіальні об'єднання — князівства.
Приблизно 1850 року зі сходу, з-за озера Танганьїка, на територію Катанги прибули озброєні вогнепальною зброєю загони єке (ньямвезі) на чолі із Мсірі. Касонго Каломбо сподівався знайти в них собі опору в боротьбі із відцентровими процесами в країні й зустрів їх із дружбою. Його загони разом із військом Мсірі брали участь у набігах по рабів, що остаточно сплюндрувало й спустошило країну. Знову прокинулось невдоволення серед народу, яке вилилось у нове повстання, придушене за допомоги воїнів Мсірі. Паралельно із занепадом держави Луба зростала могутність чужинців єке. 1869 року Мсірі оголосив про утворення на території Катанги власної держави, яка отримала назву Гаренганзе або імперія Мсірі. В 1870-х роках він розпочав завоювання земель на північному сході Катанги, підкорив невеликі князівства, що вийшли із-під влади правителя Луби, а тоді й центральну частину країни. Мулохве Касонго Н'ємбу (1885—1917) зберігав владу лише над невеликою територією, й сама держава Луба практично припинила своє існування.
Неміцною виявилась й імперія Мсірі. Вже до 1890-х років вона була виснажена війнами, особливо з державою Казембе. Та й сам Мсірі постарів і ледве втримував владу. Катанга стала об'єктом зазіхань з боку європейських колонізаторів. Бельгійці в цьому випередили англійців і 1891 року захопили Бункею, столицю Мсірі, Катанга увійшла до складу так званої Вільної держави Конго, власності бельгійського короля.

## Політична організація
Про політичну організацію Луби відомо мало, але вважають, що вона ґрунтувалася на патрилінійних родових групах, хоча в XVI ст. частина з них ще була матрилінійною. Ці родові групи утворювали громади, до складу яких, крім вільних членів, входили також клієнти та домашні раби. Одна або декілька патрилінійних родових груп утворювали село. На чолі сільської громади стояв старійшина, патріарх головної родової групи, зазвичай групи-засновниці села. Старійшина слідкував за розподілом землі, рибальських угідь, пальм, термітників між членами громади, залишаючи за собою кращі ділянки. Він також мав право наділяти землею чужинців, які пристали до громади. Сільська влада становила найнижчу ланку привілейованої верстви суспільства Луби.
Сільські громади розташовувались на нижньому рівні державної піраміди. Групи сіл об'єднувались у більшу структуру — кібвінджи (область) на чолі з династією спадкових вождів, які звалися кілоло (у множині — білоло). Зазвичай кілоло обирався населенням області з числа представників місцевої династії й затверджувався правителем Луби. Його повноваження визнавалися через особливий зв'язок із місцевим відьє (духом-героєм) та духами предків. Принцип чистоти крові сприяв його авторитету та територіальній згуртованості. Білоло також мали деякі священні атрибути влади.
Верховна влада належала мулохве (у множині — булохве), який управляв країною за допомоги ради знаті. Білоло напряму підпорядковувались правителю Луби, а деякі села залежали безпосередньо від королівського двору.
Королівська влада сприймалася як вершина пов'язаних елементів. Концепція булопве ґрунтувалася на принципі сакрального характеру держави та її правителя. Вважалося, що в крові мулохве містилась особлива субстанція (королівська кров, мпіфо), що переходила до його потомків за чоловічою лінією. Вона й надавала право на владу, тому титул мулохве могли отримати лише потомки Калала Ілунги. Таким чином, влада була неподільною й не передбачала колективного управління. Мулохве був єдиним володарем у великій країні. Жінка-співправителька практично не мала впливу, а її титул «мати короля» був лише почесним званням. Чиновники здійснювали контроль за надходженням данини (міламбу) та виконанням трудової повинності (мінгулу). В разі порушень організовувались військові експедиції для примушення до послуху. Більшість посад належала близьким родичам правителя. Призначення діяли лише за життя мулохве, після його смерті їх мав підтвердити наступник, а той міг призначити власних ставлеників. Були й випадки, коли призначення купувались. Цивільна та військова функції влади були відокремленими.
Правителя оточували сановники, що об'єднувались під загальною назвою бамбудьє. Це була закрита каста, добре організована й структурована група титулованих чиновників з численними ложами, що складалася як з чоловіків, так і з жінок. Це була таємна організація й деталі її функціювання не розкриті. Функції бамбудьє полягали в здійсненні як ритуального, так і світського контролю над країною і навіть її правителем, просування ідеології «лубанства». Організація держави Луба в період її розквіту була дуже своєрідною. Всі області, народи й невеликі держави, завойовані луба, зазнавали примусової «лубаїзації». На цих територіях за наказом мулохве формувалися колонії луба, й це вело до поступової асиміляції завойованого населення. На кордонах споруджували укріплення, де постійно жили воїни луба.
Центральна адміністрація включала двір правителя (чигангу) та раду знаті (чидьє). Рада відігравала дорадчу функцію, сам мулохве скликав її і брав активну участь у її роботі. Головними чиновниками були твіте (верховний воєначальник), інабанза (охоронець священних реліквій, символів влади та наглядач за здійсненням ритуалів), луканга (верховний суддя), ндаламба (королева-мати). Крім цих осіб, до складу ради входили представники всіх областей, що становили історичне ядро держави (на берегах Луалаби) й безпосередньо залежали від мулохве, а також представники областей, заснованих поза межами цього ядра, на завойованих територіях.
Дуже складними були норми спадкування влади мулохве. Патрилінійна родова організація склалася лише на півночі та північному заході території розселення луба. Населення центральних областей жило матрилінійними родами. Намагання мулохве зберегти владу за синами привело до виникнення звичаю, за яким правитель країни вкладав шлюб зі своєю дальньою родичкою по матері; його сини, таким чином, ставали законними претендентами на владу за матрилінійною традицією. Мулохве сам призначав спадкоємця, але претендувати на трон мали право й інші сини. Якщо синів не було, спадкоємцем ставали за старшинством єдиноутробні брати померлого правителя. Зміна мулохве нерідко супроводжувалась тривалими міжусобицями, під час яких іноді, знищивши всіх інших претендентів, до влади могли прийти молодші представники династії.

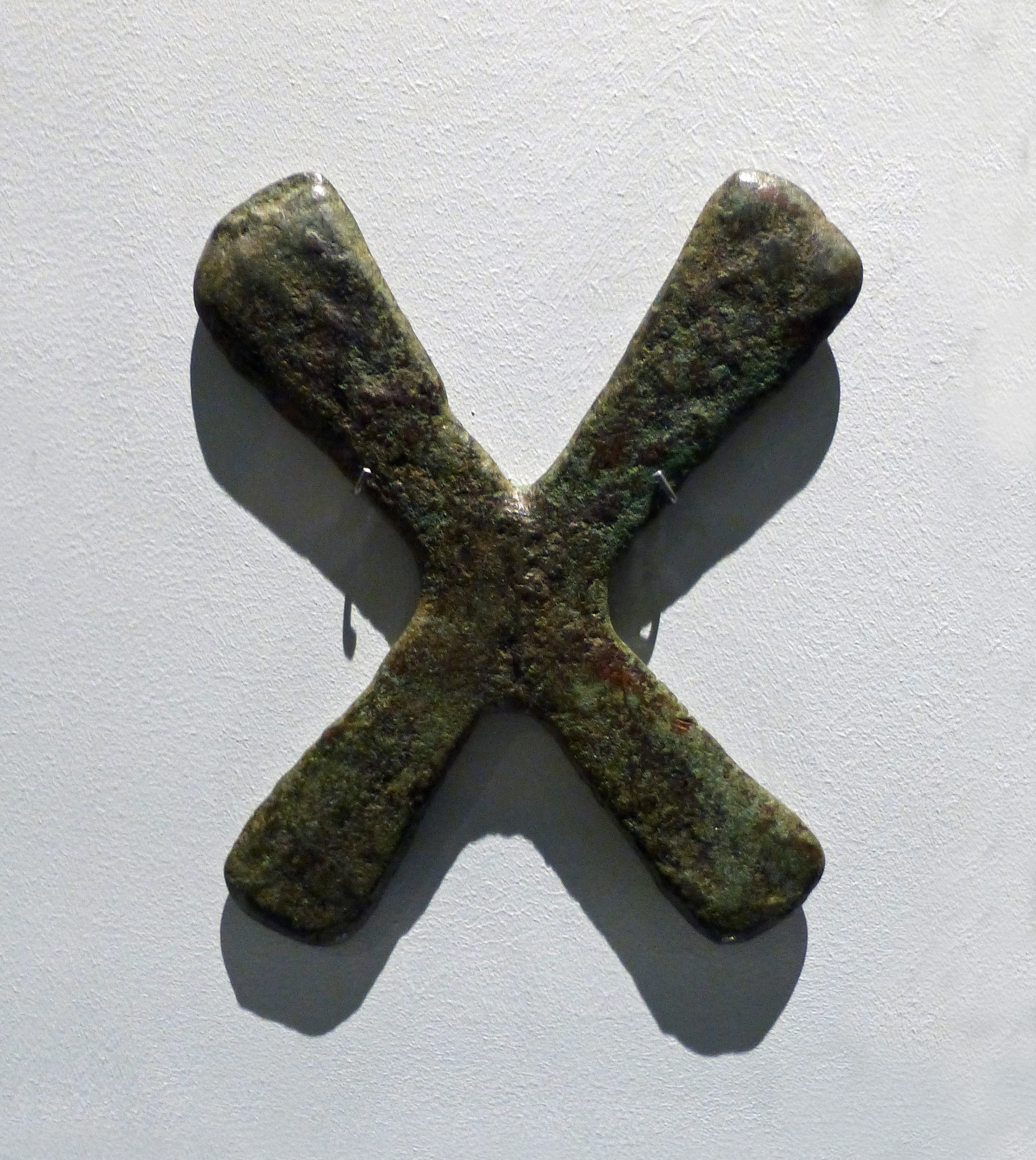
Ганда — лубанська монета у вигляді хрестика.

Влада на місцях зберігалася в руках білоло. Проте іноді після завоювання певної області луба знищували або забирали в рабство місцеву владну верхівку, а на чолі нової області мулохве ставив когось із своїх близьких родичів. Кожен із правителів областей створював невеликий місцевий двір на зразок двору верховного правителя. Спадкові голови провінцій зазвичай були й володарями місцевих земель. Деякі області надавалися у володіння на все життя, інші — лише на 4 роки. При цьому за мулохве лишалося право в будь-який час замінити або прибрати, знищити будь-якого кілоло. Всі правителі земель отримували символи своєї посади та влади безпосередньо із рук мулохве. При цьому вони були зобов'язані сплатити великий викуп грошима ганда, рабами, продуктами. Така процедура була формою підтвердження верховних і священних прав мулохве на всі землі держави. Примусова сила воїнів правителя на практиці була силою, яка тримала країну разом. Але постійної армії не було, тому велике значення мала ідеологічна сила, сформована на основі бамбудьє. Викуп від кандидата на посаду кілоло, а відповідно і його зарахування до числа бамбудьє, міг бути прийнятий лише тоді, коли він зобов'язувався підтримувати свого правителя в боротьбі проти внутрішніх та зовнішніх ворогів.
Місцеві вожді мали також деякі священні атрибути влади та зв'язок з місцевими територіальними культовими духами, часто духами їхніх предків, так що відцентрові сили в державі завжди були сильними. У селах зберігалася стара влада традиційних громад. Це обумовило той факт, що навіть найсуворіша політика «лубаїзації» не могла повністю стерти особливості громадської організації окремих областей-князівств луба та етнічно близьких до них народів.
В період розквіту держави Луба поступово склався спадковий характер верховних посад (титулів) з правом на землі, закріпленим за посадою, який став нормою життя держави й суспільства. Великі земельні володіння складалися з ряду підпорядкованих їм територіальних одиниць, правителі яких носили титул мфуму (в множині бамфуму).
Вільні члени громади несли доволі тяжкий тягар податків і повинностей на користь держави, сільської влади та знаті всіх рівнів: будували хати, зводили укріплення, брали участь у полюванні, працювали носильниками, підтримували в належному стані дороги. Але головною формою експлуатації була виплата натуральних податків.
Крім двох основних соціальних груп (селян та знаті), в державі Луба існувала також верства ремісників, у межах якої родинне ремесло передавалося у спадок від батька синові. Найвідомішим ремісничим цехом була корпорація металургів.
Також у суспільстві луба існувало декілька груп невільного населення. Зокрема, до цієї категорії належали домашні раби з числа луба. Чужоплемінних військовополонених майже завжди продавали работорговцям, але частину їх відбирали до гвардії мулохве, деяких призначали для ритуальних жертвоприношень. Полонені рабині поповнювали гареми правителя та іншої знаті. Діти рабів належали їхньому господареві, а коли батьки мали різних господарів — власникові матері.
Збройні сили мулохве поділялися на декілька видів. Серед них були загони на чолі з правителями областей, а також загони регулярної гвардії, які комплектувалися частково рабами, а частково вільними незаможними луба. Загони гвардії, що складалися з рабів, мали й правителі областей. Крім того, існували ще великі загони дружинників, які охороняли кордони держави.

## Булохве Луби
- Конголо (1560—1580)
- Калала Ілунга (1580—1600)
- Ілунга ва Луефу (1600—1625)
- Касонго Мвіне Кібанза (1625—1640)
- Касонго Кабундулу (1640—1665)
- Нгої Санза (1665—1675)
- Касонго Бонсве (1675—1685)
- Мвене Комбе Даї (1685—1705)
- Каділо Сокела Бота (1705—1725)
- Мвене Кекен (1725—1750)
- Кімвімбе Каумбу (1750—1755)
- Ілунга Сунґу (1755—1780)
- Кумвімба Нґомбе (1780—1805) — вперше
- Ндаї а Муїнга (1805)
- Кумвімба Нґомбе (1805—1820) — вдруге
- Ілунга Кабалі (1820—1850)
- Мулоба (1850—1860)
- Кітамба (1860—1865)
- Касонго Каломбо (1865—1885)
- Ндаї Манді (1885)
- Касонго Н'ємбу (1885—1917)
- Кабонго Кумвімба Шімбу (1885—1912)
- Ілунга Кумвімбо (1917—1926)
- Пафу (1920—1922)
- анексія Бельгією (протекторат з 1885 року) (1926)

## Вірування
Вірування луба були засновані на культі героїв-предків (відьє), пов'язаних із вождями та землею. До правителя ставились саме як до відьє, і цей зв'язок підтримувався спеціальними обрядами. Ритуали формального введення на трон та символи влади підкреслювали унікальність і верховенство правителя. Він був єдиним володарем, а після смерті, як і його попередники, ставав у ряд могутніх предків. Зв'язок із предками підтримували через посередників-чаклунів.
Також луба вірили в потойбічну силу, яку називали Калунга. Все зло пов'язували з дією чаклунів та заклиначів. Ця ідея ґрунтувалася на складній системі символів.
Розвилися й поширились обряди ініціації для дівчат, що досягли статевого визрівання, під назвою сізунгу. Діяли таємні товариства.
В XVI ст. склався епос луба, поховальні поеми.

## Економіка
Політична сила держави Луба була пов'язана з її доволі розвиненою економікою, зокрема вдосконаленими навичками обробки металів. Щонайменше з 900 р. після Р. Х. розпочався видобуток і навіть експорт міді. Розроблялися також соляні копальні на півночі провінції Катанга. Натомість землеробство в регіоні було розвинене слабко.
Важливе місце в Лубі займала торгівля. Торговельні шляхи пролягали переважно в напрямку північ-південь, вони поєднували райони екваторіальних лісів із саванами на території сучасної Замбії. З півночі надходили рафія та пальмова олія, з річки Луалаба риба, з півдня мідь і сіль. Щонайменше з 1000 року в западині Упемба існувала місцева валюта (ганда). Близько 1300 року валютою став мідний хрест, до 1500 року такі хрестики стандартизували за вагою, а до 1600 року вони стали зовсім маленькими й їх можна було використовувати як для великих, так і для дрібних покупок. Після 1700 року й до XIX ст. новою валютою стали імпортовані намистини.
Луба були відомі своєю майстерністю в різьбленні по дереву. Майстри виготовляли для правителів та вождів фігурки кабіла або мбоко (жінка, що сидить на колінах і тримає горщик), які виконували роль магічних предметів для булопве, інші знаки сану (титулу) у вигляді весла, трони вождів тощо.

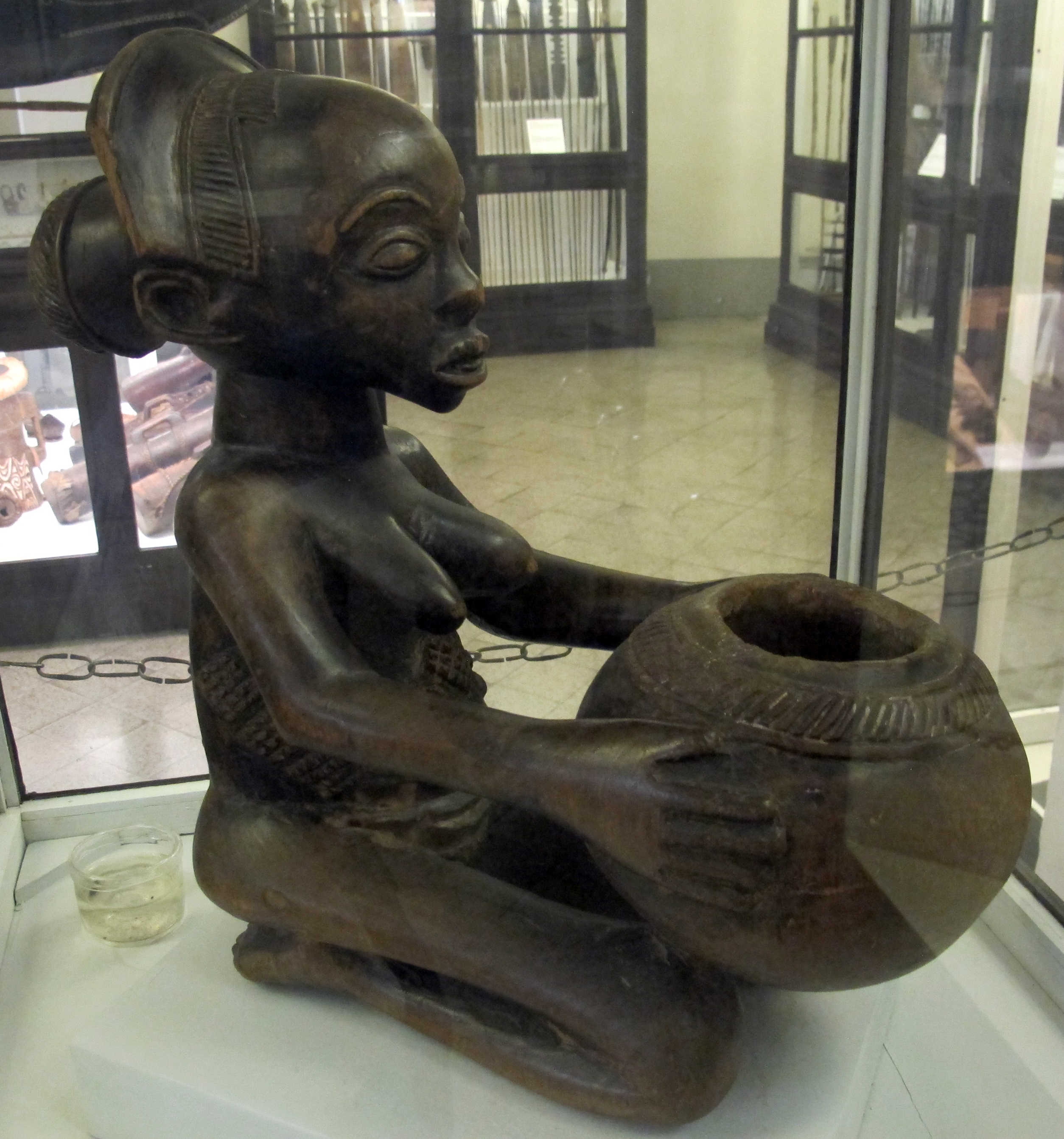
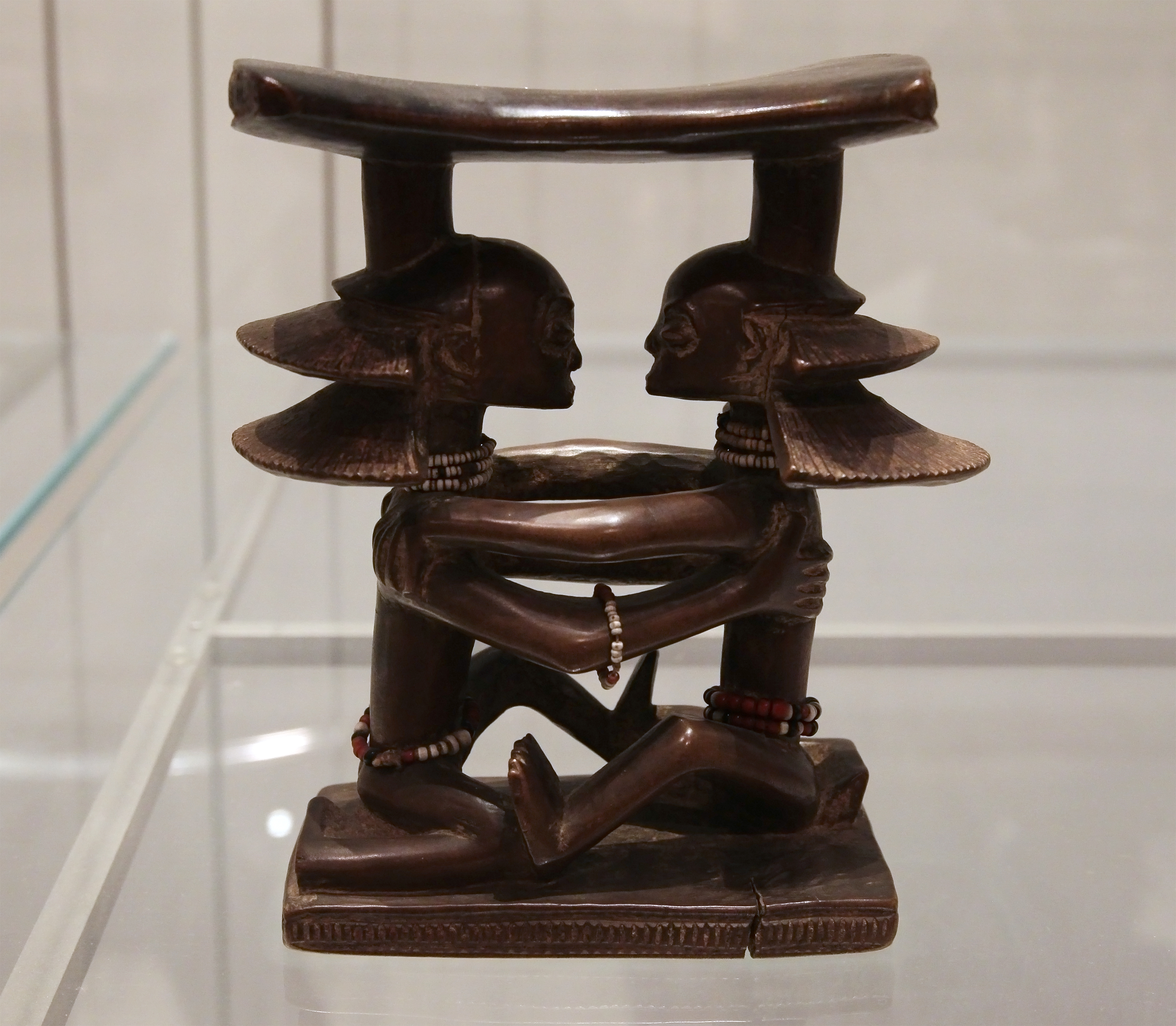
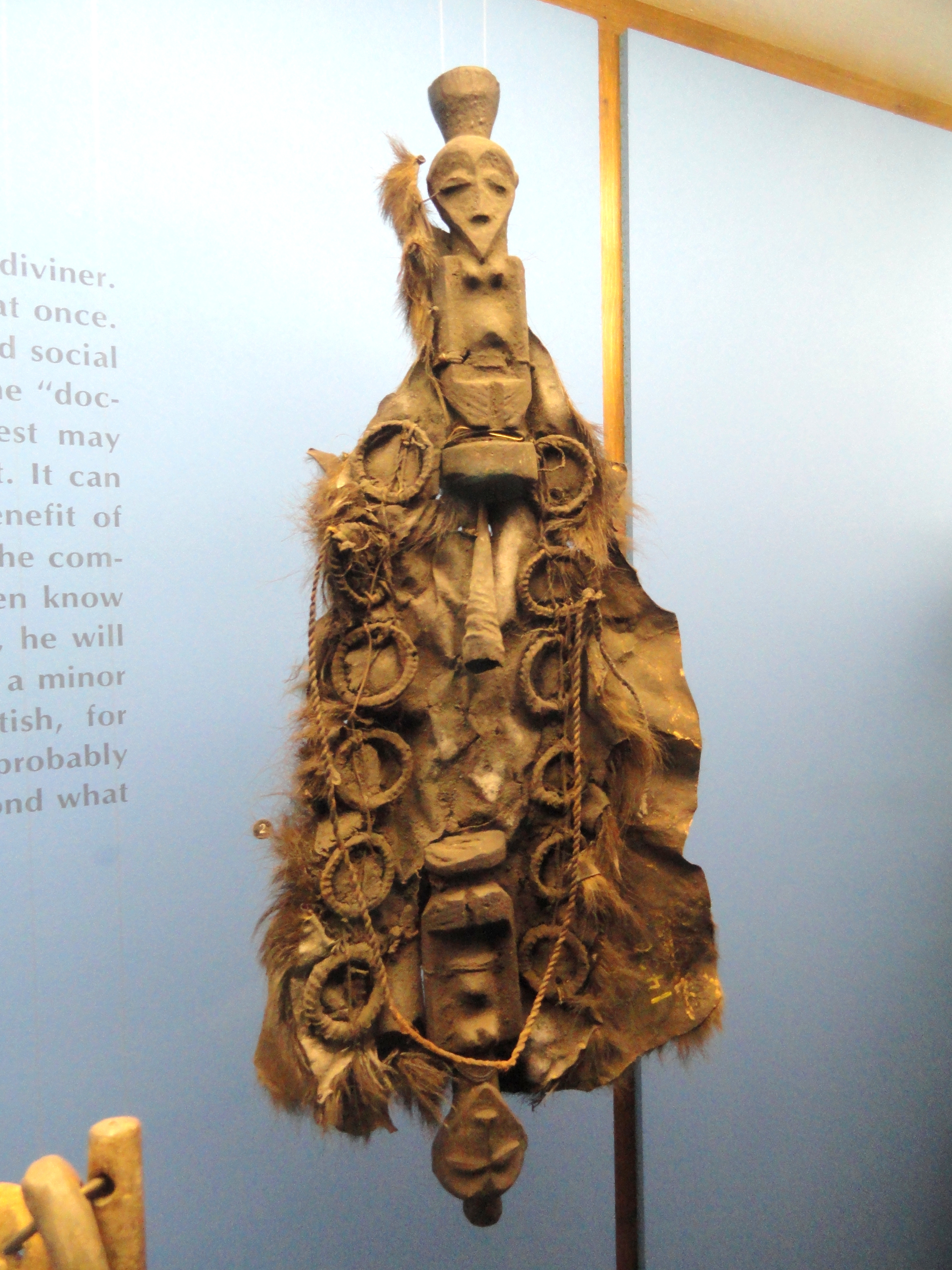
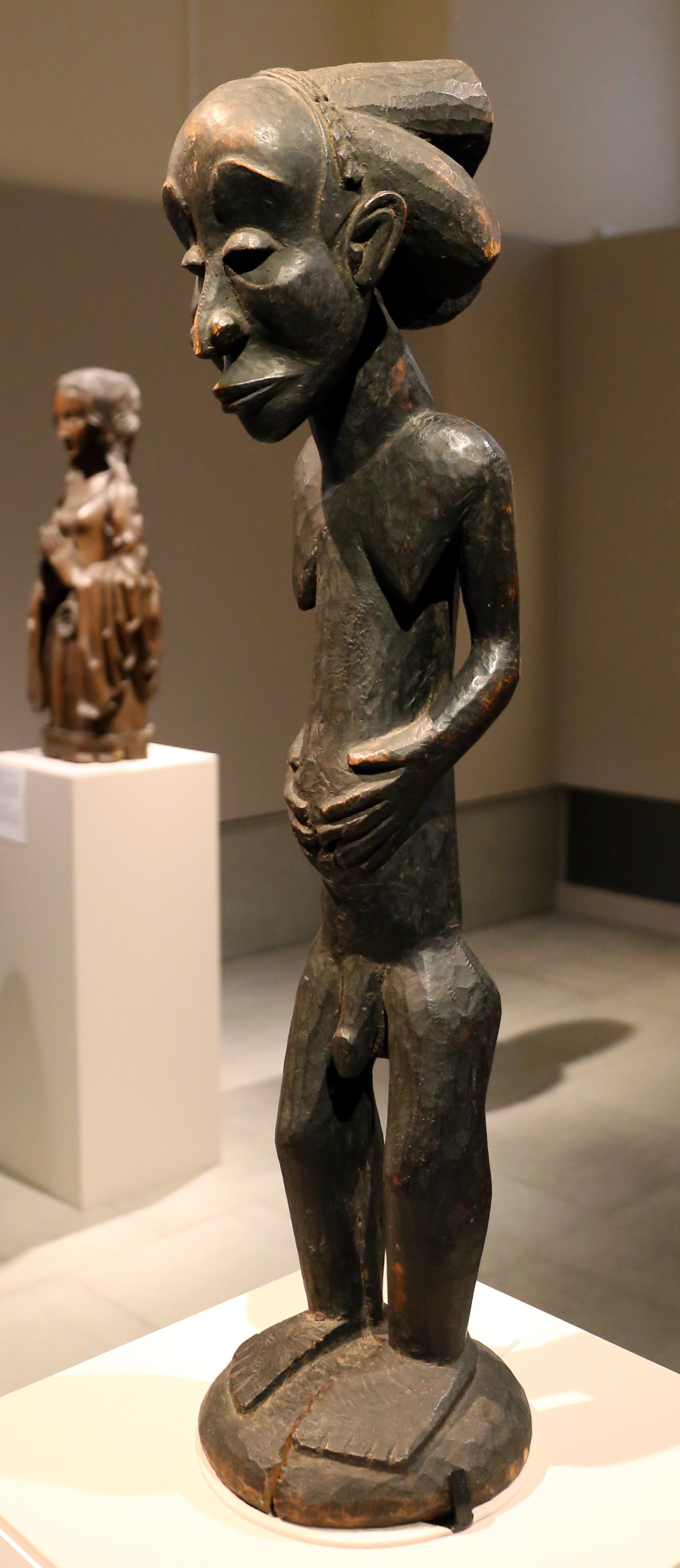
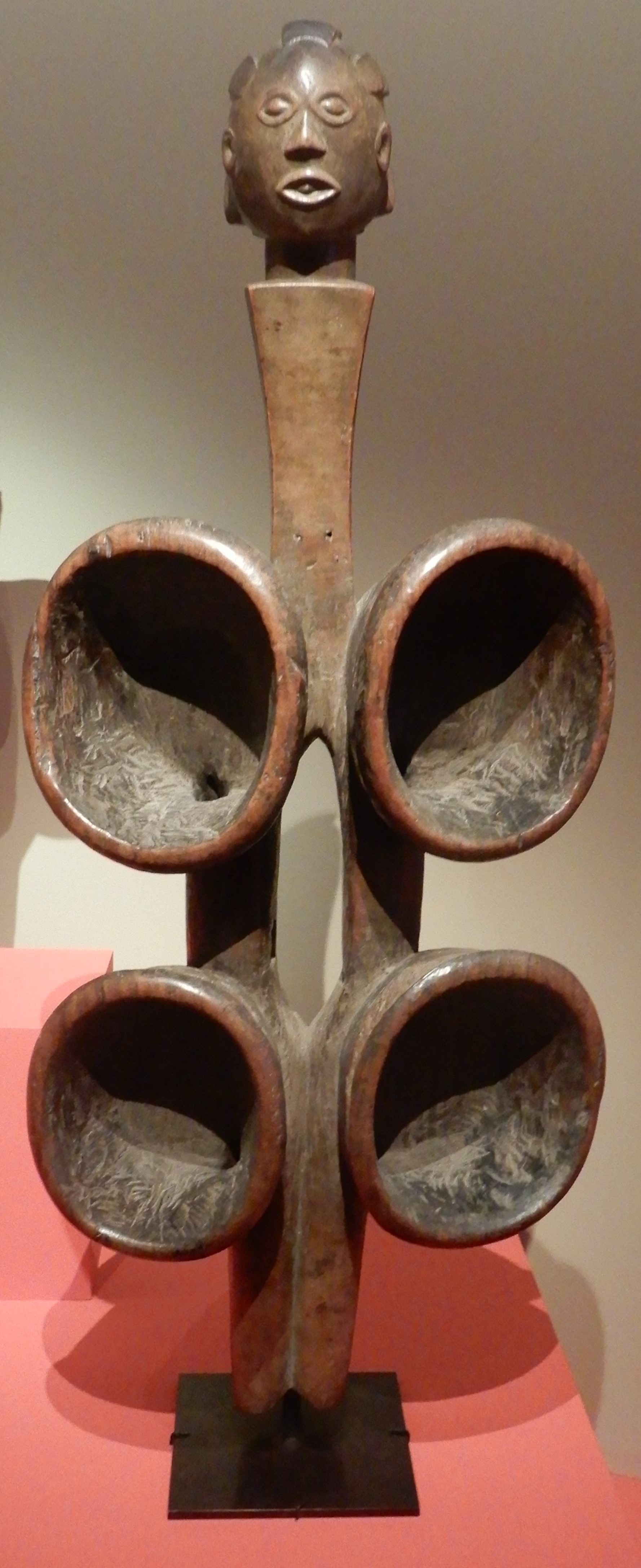
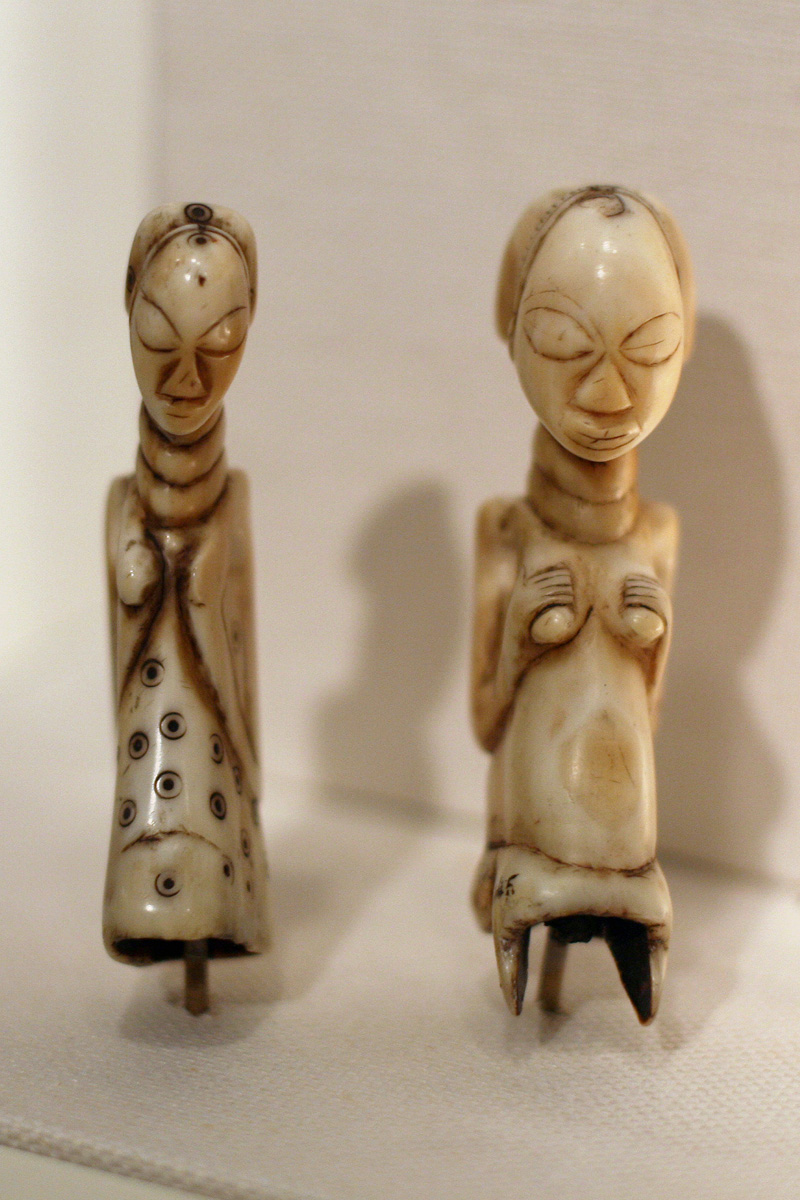
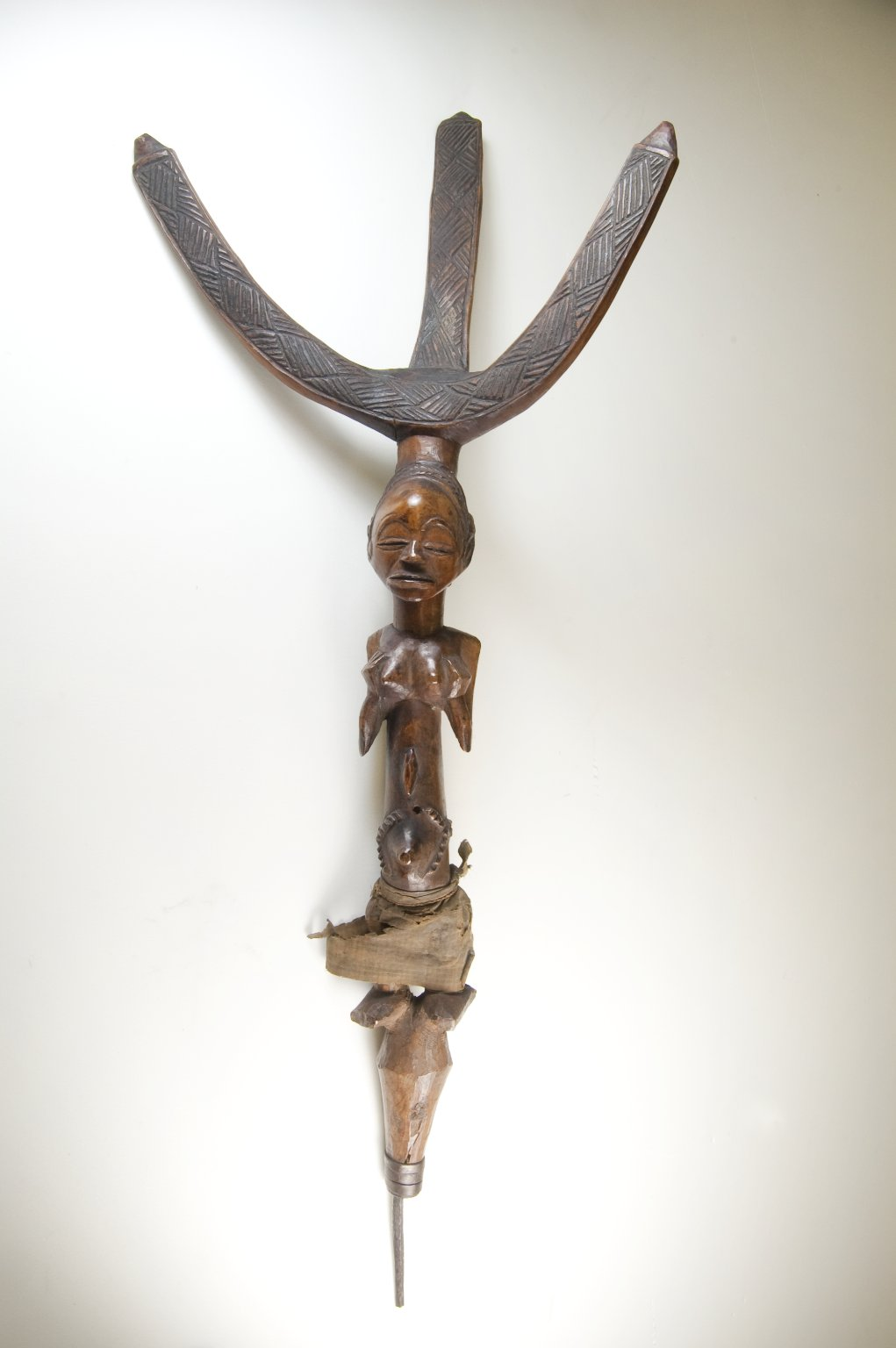
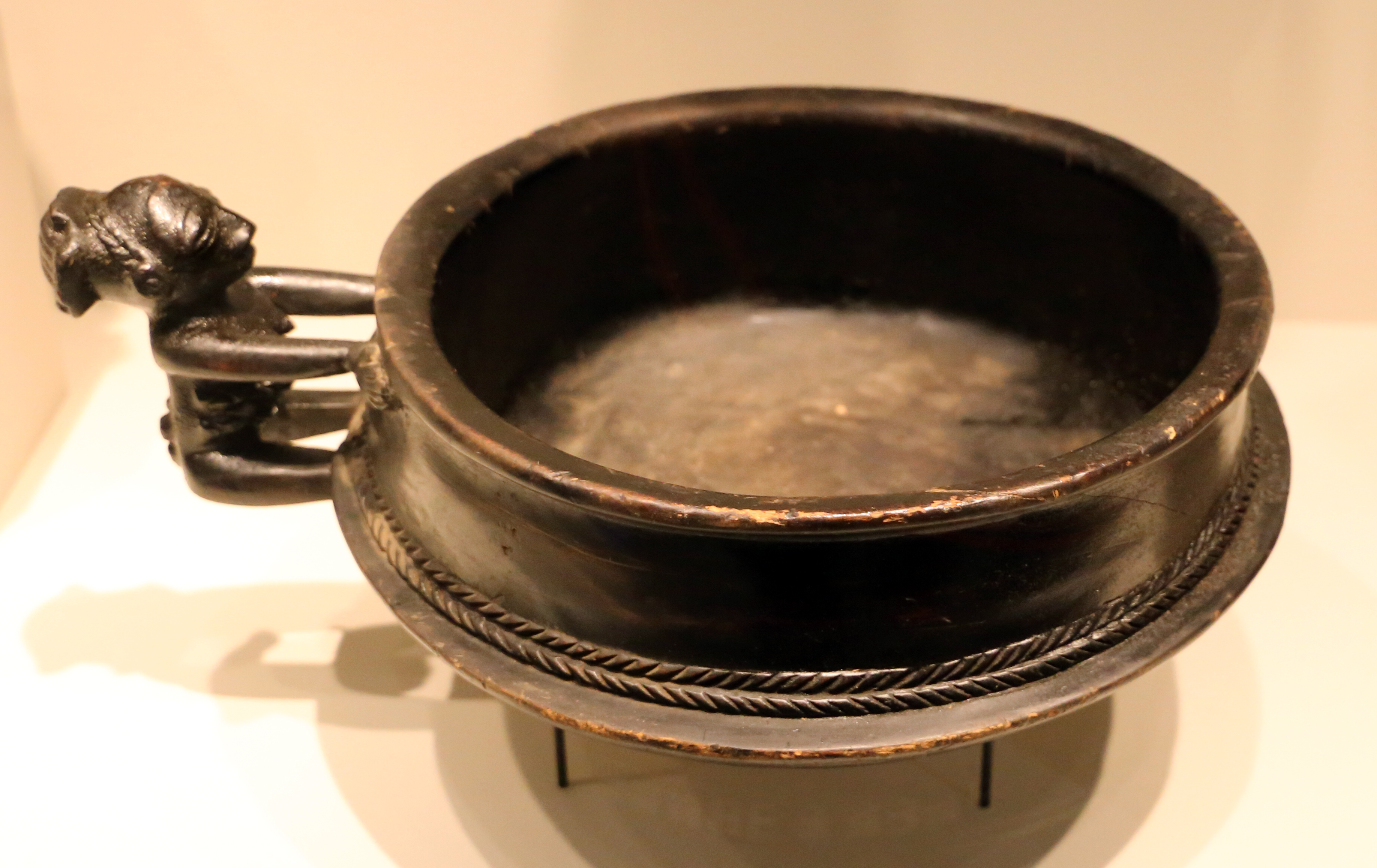

Вироби лубанських майстрів: